# الجزایر در المپیک تابستانی ۲۰۲۴
کاروان المپیکی الجزایر از ۲۶ ژوئیه تا ۱۱ اوت ۲۰۲۴ (۵ تا ۲۱ مرداد ۱۴۰۳ خورشیدی) در بازی‌های المپیک تابستانی ۲۰۲۴ که به میزبانی پاریس برگزار شد، شرکت کرد. از زمان نخستین حضور رسمی این کشور در ۱۹۶۴، ورزشکاران الجزایری در تمام دوره‌های بازی‌های المپیک تابستانی به‌جز ۱۹۷۶ مونترآل شرکت کرده‌اند. عدم حضور این کشور در بازی‌های ۱۹۷۶ به‌دلیل شرکت در تحریم بازی‌ها به رهبری کنگو بوده است.
منع ایمان خلیف از رویدادهای ورزشی سال‌های ۲۰۲۲ و ۲۰۲۳ به‌دلیل عدم احراز شرایط جنسیتی اتحادیه جهانی بوکس برای شرکت به‌عنوان یک ورزشکار زن، منجر به بروز مناقشاتی پیرامون این ورزشکار الجزایری شد. خلیف بعداً با کسب مدال طلا در رشتهٔ ۶۶ کیلوگرم زنان به نسختین بوکسور زن اهل الجزایر تبدیل شد که موفق به کسب یک مدال المپیکی می‌شد. کمیته المپیک الجزایر (COA) از خلیف دفاع کرد و واکنش‌هایی که متوجه خلیف بود را «هدف‌گیری غیر اخلاقی» و «پروپاگاندای بی‌اساس» خواند. این کمیته اعلام کرد که تمام اقدامات لازم برای حفاظت از خلیف و حق او برای شرکت در بازی‌های المپیک را اتخاذ کرده است. پدر خلیف، در بیانیه‌ای که در اسکای اسپورت منتشر شد، اشاره کرد که «فرزند من یک دختر است. او به‌عنوان یک دختر بزرگ شده است. او یک دختر قوی است. من او را طوری بزرگ کرده‌ام که سخت‌کوش و شجاع باشد. او دارای اراده‌ای قوی برای کار و تمرین است.» توماس باخ، رئیس کمیته بین‌المللی المپیک از حضور خلیف در این بازی‌ها دفاع کرد و گفت «شکی در این که او یک زن است، وجود نداشته است».
کیلیا نمور، ژیمناستیک‌کار هنری با مقام اول به مسابقه فینال پارالل ناهم‌سطح و نیز فینال چهار رشته‌ای راه یافت. در طول مسابقهٔ فینال چهار رشته‌ای، نمور با امتیاز ۵۵٫۸۹۹ مسابقه را در جایگاه پنجم به پایان رساند که بالاترین مقام کسب‌شده توسط یک ژیمناستیک‌کار آفریقایی در فینال‌های چهار رشته‌ای بازی‌های المپیک محسوب می‌شود. در مسابقه فینال پارالل ناهم‌سطح  نیز نمور امتیاز ۱۵٫۷۰۰ را کسب کرد و موفق به کسب مدال طلا شد. با کسب این نتیجه، نمور به نخستین ژیمناستیک‌کار اهل قارهٔ آفریقا که مدال طلای المپیک را کسب کرده است، و نیز نخستین ورزشکار از این قاره که یک مدال المپیک در رشتهٔ ژیمناستیک در هر رنگی را به‌دست می‌آورد، تبدیل شد. این مدال نخستین مدال طلای الجزایر پس از بازی‌های المپیک تابستانی ۲۰۱۲ نیز بود.
کشتی‌گیران الجزایری که یکی از معرف‌ترین ورزشکاران الجزایر در بازی‌های المپیک تابستانی ۲۰۲۴ بودند، حضور خود در این بازی‌ها را با نتایجی نه‌چندان چشم‌گیر به پایان رساندند. کشتی‌گیران الجزایر در رشتهٔ کشتی آزد و کشتی فرنگی شرایط حضور در هیچ‌یک از دسته‌های وزنی را احراز نکرد و ناچار به حضور در سطح دیگری از رقابت‌ها شد. کشتی‌گیران این کشور، حضور خود را به همان شکلی که آغاز کرده بودند، به پایان رساندند. با وجود شرایط مساعد برای کسب دست کم دو مدال برنز، ورزشکاران این موقعیت‌ها را از دست دادند. علاوه بر این، یکی از نگران‌کننده‌ترین آمارها در خصوص حضور کشتی‌گیران الجزایری مربوط به تعداد امتیازات بوده است.

## مدال‌آوران
| مدال | نام        | ورزش        | رویداد              | تاریخ  |
| ---- | ---------- | ----------- | ------------------- | ------ |
| طلا  | کیلیا نمور | ژیمناستیک   | پارالل ناهم‌سطح زنان | ۴ اوت  |
| طلا  | ایمان خلیف | بوکس        | ۶۶ کیلوگرم زنان     | ۹ اوت  |
| برنز | جمال سجاتی | دو و میدانی | ۸۰۰ متر مردان       | ۱۰ اوت |

| مدال‌ها بر پایهٔ ورزش | مدال‌ها بر پایهٔ ورزش | مدال‌ها بر پایهٔ ورزش | مدال‌ها بر پایهٔ ورزش | مدال‌ها بر پایهٔ ورزش |
| ------------------- | ------------------- | ------------------- | ------------------- | ------------------- |
| ورزش                | 1                   | 2                   | 3                   | مجموع               |
| دو و میدانی         | ۰                   | ۰                   | ۱                   | ۱                   |
| بوکس                | ۱                   | ۰                   | ۰                   | ۱                   |
| ژیمناستیک           | ۱                   | ۰                   | ۰                   | ۱                   |
| مجموع               | ۲                   | ۰                   | ۱                   | ۳                   |

| مدال‌ها بر پایهٔ جنسیت | مدال‌ها بر پایهٔ جنسیت | مدال‌ها بر پایهٔ جنسیت | مدال‌ها بر پایهٔ جنسیت | مدال‌ها بر پایهٔ جنسیت |
| -------------------- | -------------------- | -------------------- | -------------------- | -------------------- |
| جنسیت                | 1                    | 2                    | 3                    | مجموع                |
| زن                   | ۲                    | ۰                    | ۰                    | ۲                    |
| مرد                  | ۰                    | ۰                    | ۱                    | ۱                    |
| ترکیبی               | ۰                    | ۰                    | ۰                    | ۰                    |
| مجموع                | ۲                    | ۰                    | ۱                    | ۳                    |

| مدال‌ها بر پایهٔ تاریخ | مدال‌ها بر پایهٔ تاریخ | مدال‌ها بر پایهٔ تاریخ | مدال‌ها بر پایهٔ تاریخ | مدال‌ها بر پایهٔ تاریخ | مدال‌ها بر پایهٔ تاریخ |
| -------------------- | -------------------- | -------------------- | -------------------- | -------------------- | -------------------- |
| تاریخ                | 1                    | 2                    | 3                    | مجموع                |                      |
| ۴ اوت                | ۱                    | ۰                    | ۰                    | ۱                    |                      |
| ۹ اوت                | ۱                    | ۰                    | ۰                    | ۱                    |                      |
| ۱۰ اوت               | ۰                    | ۰                    | ۱                    | ۱                    |                      |
| مجموع                | ۲                    | ۰                    | ۱                    | ۳                    |                      |

## شرکت‌کنندگان
خیرالدین بربری رئیس هیات الجزایر در این بازی‌ها بود.
در زیر فهرست شمار شرکت‌کنندگان اهل الجزایر در این بازی‌ها آمده است.
| ورزش             | مرد | زن | مجموع |
| ---------------- | --- | -- | ----- |
| دو و میدانی      | ۷   | ۱  | ۸     |
| بدمینتون         | ۱   | ۱  | ۲     |
| بوکس             | ۲   | ۳  | ۵     |
| قایقرانی         | ۰   | ۱  | ۱     |
| دوچرخه‌سواری      | ۱   | ۱  | ۲     |
| شمشیربازی        | ۱   | ۳  | ۴     |
| ژیمناستیک        | ۰   | ۱  | ۱     |
| جودو             | ۲   | ۱  | ۳     |
| روئینگ           | ۱   | ۱  | ۲     |
| قایقرانی بادبانی | ۱   | ۰  | ۱     |
| تیراندازی        | ۲   | ۱  | ۳     |
| شنا              | ۱   | ۱  | ۲     |
| تنیس روی میز     | ۱   | ۱  | ۲     |
| وزنه‌برداری       | ۱   | ۰  | ۱     |
| کشتی             | ۶   | ۲  | ۸     |
| مجموع            | ۲۷  | ۱۸ | ۲۵    |

## دو و میدانی
ورزشکاران دو و میدانی اهل الجزایر، هر یک با عبور از حد احراز صلاحیت (یا زمان برای مسابقه‌های پیست و جاده)، یا به‌واسطهٔ رتبه بندی جهانی، استانداردهای ورودی المپیک ۲۰۲۴ پاریس در رویدادهای زیر را (حداکثر ۳ ورزشکار برای هر کدام) احراز کردند:
کلید
- نکته–رتبه‌های ذکر شده برای رویدادهای میدانی فقط برای دور مقدماتی ورزشکار هستند
- Q = احراز صلاحیت برای دور بعدی
- q = احراز صلاحیت برای دور بعدی به‌عنوان سریع‌ترین بازنده یا، در رویدادهای جاده‌ای، به‌واسطهٔ جایگاه بدون دستیابی به هدف احراز صلاحیت
- R = احراز صلاحیت برای دور رپشاژ
- NR = رکورد ملی
- N/A = دور مسابقه بر رویداد اعمال نشد
- Bye = ورزشکار ملزم به شرکت در دور نبود

رویدادهای پیست و جاده
| ورزشکار        | رویداد                          | مقدماتی | مقدماتی | رپشاژ       | رپشاژ   | نیمه‌نهایی | نیمه‌نهایی | فینال     | فینال     |
| ورزشکار        | رویداد                          | نتیجه   | رتبه    | نتیجه       | رتبه    | نتیجه     | رتبه      | نتیجه     | رتبه      |
| -------------- | ------------------------------- | ------- | ------- | ----------- | ------- | --------- | --------- | --------- | --------- |
| جمال سجاتی     | ۸۰۰ متر مردان                   | ۱:۴۵٫۸۴ | ۱ Q     | استراحت     | استراحت | ۱:۴۵٫۰۸   | ۱ Q       | ۱:۴۱:۵۰   | برنز      |
| سلیمان مولا    | ۸۰۰ متر مردان                   | ۱:۴۶٫۷۱ | ۸       | ۱:۴۵٫۶۷     | ۲       | راه نیافت | راه نیافت | راه نیافت | راه نیافت |
| محمد علی قواند | ۸۰۰ متر مردان                   | ۱.۴۷:۳۴ | ۷       | ۱:۴۴٫۳۷ =PB | ۳ q     | ۱:۴۶٫۵۲   | ۸         | راه نیافت | راه نیافت |
| امین بوعنانی   | ۱۱۰ متر با مانع مردان           | ۱۳٫۵۸   | ۵       | ۱۳٫۵۴       | ۳       | راه نیافت | راه نیافت | راه نیافت | راه نیافت |
| بلال تابتی     | اسب‌دوانی با مانع ۳۰۰۰ متر مردان | ۹:۰۴٫۸۱ | ۱۲      | —           | —       | —         | —         | راه نیافت | راه نیافت |

رویدادهای میدانی
| ورزشکار     | رویداد           | انتخابی | انتخابی | فینال     | فینال     |
| ورزشکار     | رویداد           | مسافت   | جایگاه  | مسافت     | جایگاه    |
| ----------- | ---------------- | ------- | ------- | --------- | --------- |
| یاسر تریکی  | پرش سه‌گام مردان  | ۱۶٫۸۵   | 4 q     | ۱۷٫۲۲     | ۹         |
| اسامه خنوسی | پرتاب دیسک مردان | NM      | NM      | راه نیافت | راه نیافت |
| زهرا تاتار  | پرتاب چکش زنان   | ۶۶٫۹۹   | ۲۵      | راه نیافت | راه نیافت |

## بدمینتون
دو بازیکن بدمینتون از الجزایر بر پایه رتبه‌بندی مسابقه به سوی پاریس فدراسیون جهانی بدمینتون به مسابقات المپیک راه یافتند؛ این نخستین بار پس از بازی‌های المپیک تابستانی ۲۰۰۸ بود که الجزایر در این رشته در المپیک حضور می‌یافت.
| ورزشکار                  | رویداد        | مرحله گروهی                                          | مرحله گروهی                                                | مرحله گروهی                               | مرحله گروهی | یک چهارم نهایی | نیمه‌نهایی   | فینال / م‌م‌ب | فینال / م‌م‌ب |
| ورزشکار                  | رویداد        | رقیب امتیاز                                          | رقیب امتیاز                                                | رتبه                                      | رقیب امتیاز | رقیب امتیاز    | رقیب امتیاز | رتبه        |             |
| ------------------------ | ------------- | ---------------------------------------------------- | ---------------------------------------------------------- | ----------------------------------------- | ----------- | -------------- | ----------- | ----------- | ----------- |
| کسیله معمری تانینا معمری | دونفره ترکیبی | سو سونگ جه / · چه یو جونگ (KOR) · باخت (۱۰–۲۱، ۷–۲۱) | پوآوارانوکروه / · تائه‌راتاناچای (THA) · باخت (۱۴–۲۱، ۹–۲۱) | تبلینگ / · پیک (NED) · باخت (۱۸–۲۱، ۹–۲۱) | ۴           | راه نیافتند    | راه نیافتند | راه نیافتند | راه نیافتند |

## بوکس
الجزایر پنج بوکسور را برای شرکت در بازی‌های المپیک به پاریس اعزام کرد. رمیسه بوعلام (مگس‌وزن زنان)، حجیله خلیف (خروس‌وزن زنان) و ایمان خلیف (سبک‌وزن زنان) در رشته‌های خود به‌واسطهٔ راه‌یابی به مسابقهٔ فینال به مقام‌هایی دست یافتند و جاگورتا عیت بکا (خروس‌وزن مردان) و مراد کدی (فوق سنگین‌وزن مردان) به‌واسطهٔ پیروزی در مسابقه انتخابی المپیک ۲۰۲۳ آفریقا که در داکار، سنگال برگزار شد، در رشته‌های خود به این مسابقات راه یافتند.
| ورزشکار         | رویداد             | یک سی و دوم | یک شانزدهم                    | یک چهارم نهایی         | نیمه‌نهایی                | فینال               | فینال     |
| ورزشکار         | رویداد             | رقیب نتیجه  | رقیب نتیجه                    | رقیب نتیجه             | رقیب نتیجه               | رقیب نتیجه          | رتبه      |
| --------------- | ------------------ | ----------- | ----------------------------- | ---------------------- | ------------------------ | ------------------- | --------- |
| جاگورتا عیت بکا | ۶۳٫۵ کیلوگرم مردان | استراحت     | آلوارز (CUB) · باخت ۰–۵       | راه نیافت              | راه نیافت                | راه نیافت           | راه نیافت |
| مراد کدی        | +۹۲ کیلوگرم مردان  | استراحت     | عبودو مویندز (FRA) · باخت ۱–۴ | راه نیافت              | راه نیافت                | راه نیافت           | راه نیافت |
| رمیسه بوعلام    | ۵۰ کیلوگرم زنان    | استراحت     | ویلگاس (PHI) · باخت ۰–۵       | راه نیافت              | راه نیافت                | راه نیافت           | راه نیافت |
| حجیله خلیف      | ۶۰ کیلوگرم زنان    | استراحت     | شادرینا (SRB) · باخت ۰–۵      | راه نیافت              | راه نیافت                | راه نیافت           | راه نیافت |
| ایمان خلیف      | ۶۶ کیلوگرم زنان    | استراحت     | کارینی (ITA) · برد ABD        | هاموری (HUN) · برد ۵–۰ | سوانافنگ (THA) · برد ۵–۰ | لیو (CHN) · برد ۵–۰ | 1         |

## قایقرانی

### اسلالوم
| ورزشکار      | رویداد    | مقدماتی | مقدماتی | مقدماتی | مقدماتی | مقدماتی | مقدماتی | نیمه‌نهایی | نیمه‌نهایی | فینال     | فینال     |
| ورزشکار      | رویداد    | دور ۱   | رتبه    | دور ۲   | رتبه    | بهترین  | رتبه    | زمان      | رتبه      | زمان      | رتبه      |
| ------------ | --------- | ------- | ------- | ------- | ------- | ------- | ------- | --------- | --------- | --------- | --------- |
| کارول بوزیدی | کی-۱ زنان | ۹۹٫۴۱   | ۱۴      | ۹۹٫۵۰   | ۱۷      | ۹۹٫۴۱   | ۱۹ Q    | ۱۰۶٫۷۵    | ۱۴        | راه نیافت | راه نیافت |

### کایاک
| ورزشکار      | رویداد        | نفرزمانی | نفرزمانی | دور ۱  | رپشاژ   | مقدماتی | یک چهارم نهایی | نیمه‌نهایی | فینال  | فینال |
| ورزشکار      | رویداد        | زمان     | رتبه     | جایگاه | جایگاه  | جایگاه  | جایگاه         | جایگاه    | جایگاه | رتبه  |
| ------------ | ------------- | -------- | -------- | ------ | ------- | ------- | -------------- | --------- | ------ | ----- |
| کارول بوزیدی | کی‌ایکس-۱ زنان | ۷۶٫۶۸    | ۲۴       | ۲ Q    | استراحت | ۲ Q     | ۲ Q            | ۳ FB      | ۳      | ۷     |

## دوچرخه‌سواری

### جاده
یک مرد و یک زن از الجزایر مجوز لازم جهت حضور در المپیک را کسب کردند.
| ورزشکار     | ماده               | زمان | رتبه |
| ----------- | ------------------ | ---- | ---- |
| یاسین حمزه  | جاده انفرادی مردان | DNF  | DNF  |
| نسرین هویلی | جاده انفرادی زنان  | DNF  | DNF  |

## شمشیربازی
| ورزشکار                                                           | ماده           | دور یک‌سی‌ودوم نهایی          | دور یک‌شانزدهم نهایی | دور یک‌هشتم نهایی | یک‌چهارم نهایی       | نیمه‌نهایی                        | نهایی/ برنز          | نهایی/ برنز |
| ورزشکار                                                           | ماده           | رقیب نتیجه                  | رقیب نتیجه          | رقیب نتیجه       | رقیب نتیجه          | رقیب نتیجه                       | رقیب نتیجه           | رتبه        |
| ----------------------------------------------------------------- | -------------- | --------------------------- | ------------------- | ---------------- | ------------------- | -------------------------------- | -------------------- | ----------- |
| سلیم هروی                                                         | فلوره مردان    | یورکیویش (POL) · شکست ۸–۱۵  | پیشروی نکرد         | پیشروی نکرد      | پیشروی نکرد         | پیشروی نکرد                      | پیشروی نکرد          | پیشروی نکرد |
| سوسن دلينده هلان بوضياف                                           | سابر زنان      | کراواتسکا (UKR) · شکست ۸–۱۵ | پیشروی نکرد         | پیشروی نکرد      | پیشروی نکرد         | پیشروی نکرد                      | پیشروی نکرد          | پیشروی نکرد |
| زهره نورا کهلی                                                    | سابر زنان      | داقفوس (TUN) · شکست ۱۲–۱۵   | پیشروی نکرد         | پیشروی نکرد      | پیشروی نکرد         | پیشروی نکرد                      | پیشروی نکرد          | پیشروی نکرد |
| چایما بنادودا                                                     | سابر زنان      | ساریبای (KAZ) · شکست ۹–۱۵   | پیشروی نکرد         | پیشروی نکرد      | پیشروی نکرد         | پیشروی نکرد                      | پیشروی نکرد          | پیشروی نکرد |
| سوسن دلينده هلان بوضياف زهره نورا کهلی چایما بنادودا آبیک بونگاب* | سابر تیمی زنان | —                           | —                   | —                | فرانسه · شکست ۳۲–۴۵ | ایالات متحده آمریکا · شکست ۲۸–۴۵ | ایتالیا · شکست ۲۷–۴۵ | ۸           |

## ژیمناستیک

### هنری
پس از وقفه‌ای کوتاه از المپیک ۲۰۱۶، کیلیا نمور ژیمناست الجزایری توانست پس از موفقیت در مسابقات جهانی ۲۰۲۳، به این مسابقات راه یابد.
او در ماده پارالل نا‌هم‌سطح، یکی از مدال‌های المپیکی الجزایر را کسب کرد.
زنان
| ورزشکار    | رویداد         | صلاحیت | صلاحیت | صلاحیت | صلاحیت | صلاحیت | صلاحیت | نهایی  | نهایی  | نهایی  | نهایی  | نهایی  | نهایی |
| ورزشکار    | رویداد         | دستگاه | دستگاه | دستگاه | دستگاه | مجموع  | رتبه   | دستگاه | دستگاه | دستگاه | دستگاه | مجموع  | رتبه  |
| ورزشکار    | رویداد         | V      | UB     | BB     | F      | مجموع  | رتبه   | V      | UB     | BB     | F      | مجموع  | رتبه  |
| ---------- | -------------- | ------ | ------ | ------ | ------ | ------ | ------ | ------ | ------ | ------ | ------ | ------ | ----- |
| کیلیا نمور | سرتاسری        | ۱۴٫۰۰۰ | ۱۵٫۶۰۰ | ۱۳٫۲۰۰ | ۱۳٫۱۶۶ | ۵۵٫۹۶۶ | ۵ Q    | ۱۴٫۰۳۳ | ۱۵٫۵۳۳ | ۱۳٫۲۳۳ | ۱۳٫۱۰۰ | ۵۵٫۸۹۹ | ۵     |
| کیلیا نمور | پارالل ناهم‌سطح | —      | ۱۵٫۶۰۰ | —      | ۱۵٫۶۰۰ | ۱ Q    | —      | ۱۵٫۷۰۰ | —      | ۱۵٫۷۰۰ | 1      |        |       |